# A Thing Called Love
Albums de Johnny Cash
Man in Black America: A 200-Year Salute in Story and Song
A Thing Called Love est un album du chanteur américain Johnny Cash, sorti sur le label Columbia Records en 1972 (voir 1972 en musique). Le titre principal, écrit par Jerry Reed, a été un succès en single, atteignant la deuxième place. "A Thing Called Love" a été ré-enregistré par Johnny Cash pour Classic Cash: Hall of Fame Series (1988), alors que "Tear Stained Letter" a été repris sur American IV: The Man Comes Around (2002).

## Chansons
| No  | Titre               | Auteur                | Durée |
| --- | ------------------- | --------------------- | ----- |
| 1.  | Kate                | Marty Robbins         | 2:22  |
| 2.  | Melva's Wine        | Vincent Matthews      | 2:55  |
| 3.  | A Thing Called Love | Jerry Reed Hubbard    | 2:36  |
| 4.  | I Promise You       | Cash                  | 2:58  |
| 5.  | Papa Was a Good Man | Hal Bynum             | 2:38  |
| 6.  | Tear Stained Letter | Cash                  | 2:45  |
| 7.  | Mississippi Sand    | June Carter Cash      | 3:08  |
| 8.  | Daddy               | Don Reid, Harold Reid | 2:54  |
| 9.  | Arkansas Lovin' Man | Red Lane              | 2:51  |
| 10. | The Miracle Man     | Cash, Larry Lee       | 3:30  |

## Personnel
- Johnny Cash - voix, guitare
- The Evangel Temple Choir - voix additionnelles
- The Carter Family -voix additionnelles
- Marshall Grant - basse
- W.S. Holland- tambours
- Bob Wootton, Carl Perkins, Ray Edenton, Jerry Reed - guitare
- Tommy Allsup - guitare acoustique
- Charlie McCoy - harmonica
- Bill Bursell, Larry Butler - piano